# Nuit des morts vivants 3D
Pour plus de détails, voir Fiche technique et Distribution.
Nuit des morts vivants 3D, ou La nuit des morts vivants en 3D au Québec (Night of the Living Dead 3D) est un film américain en 3D réalisé par Jeff Broadstreet, sorti en 2006. 
C'est un remake (le second après La Nuit des morts-vivants en 1990, de Tom Savini) de La Nuit des morts-vivants de George Romero, sorti en 1968.

## Fiche technique
- Titres français : La nuit des morts vivants 3D ( France) et La nuit des morts vivants en 3D ( Québec)
- Titre original : Night of the Living Dead 3D
- Réalisation : Jeff Broadstreet
- Scénario : George A. Romero, John A. Russo et Robert Valding
- Production : Laszlo Bene, Jeff Broadstreet et Ingo Jucht
- Musique : Jason Brandt
- Pays d'origine : États-Unis
- Format : Couleurs - 1,85:1
- Genre : Horreur
- Durée : 80 minutes
- Dates de sortie : 2006, 23 octobre 2008 en France

## Distribution
Légende : VQ = Version Québécoise
- Brianna Brown (VQ : Mélanie Laberge) : Barb
- Joshua DesRoches (VQ : Hugolin Chevrette) : Ben
- Sid Haig (VQ : Jean-Marie Moncelet) : Gerald Tovar, Jr.
- Greg Travis (en) (VQ : Benoit Rousseau) : Henry Cooper
- Johanna Black (VQ : Camille Cyr-Desmarais) : Hellie Cooper
- Adam Chambers (VQ : Martin Watier) : Owen
- Ken Ward (VQ : Antoine Durand) : Johnny
- Jason Brandt : Grounds Keeper Zombie